# Carta de Jamaica
Die Carta de Jamaica (deutsch: Brief von Jamaika) ist ein am 6. September 1815 in Kingston verfasster Brief, in dem der südamerikanische Unabhängigkeitskämpfer Simón Bolívar dem Briten Henry Cullen die aktuelle Lage der lateinamerikanischen Unabhängigkeitskämpfe darlegt. Die Carta zählt zu Bolívars wichtigsten Schriften.

## Historischer Kontext
Als Neu-Granada dem jungen Bolívar für den Unabhängigkeitskrieg der lateinamerikanischen Bevölkerung gegen die spanische Krone nach der Eroberung Cartagenas keine Truppen mehr zur Verfügung stellte, ging er im Mai 1815 ins jamaikanische Exil. Dort verfasste er die Carta als Antwort auf einen nicht erhaltenen Brief des Briten Henry Cullen, der ihn scheinbar um eine Beschreibung der aktuellen Lage in Südamerika gebeten hatte. Obwohl der Brief an Cullen gerichtet war, war es sein anerkanntes Hauptziel, mit Großbritannien die mächtigste liberale Nation des 19. Jahrhunderts auf die Seite der Aufständischen zu ziehen.

## Inhalt
In dem Brief beschreibt Bolívar die aktuelle Situation des lateinamerikanischen Unabhängigkeitskampfes und gibt für jede Region eine Einschätzung ab, wie aussichtsreich der weitere Kampf verlaufen werde. Obwohl zum Zeitpunkt des Schreibens das spanische Heer in den meisten Gebieten vorherrscht, äußert er seinen Optimismus über den letztendlichen Erfolg der Aufstände. Kennzeichnend ist die wortreiche Ablehnung jeden spanischen Einflusses, wobei er jedoch den teilweise spanischen Ursprung des lateinamerikanischen Volks hervorhebt.
Bolívar kritisiert die Europäer wegen ihrer passiven Haltung gegenüber den Auseinandersetzungen in Lateinamerika und fordert Großbritannien (das bereits frühere koloniale Konflikte mit Spanien ausgetragen hatte) auf, sich in dieser Auseinandersetzung gegen Spanien zu stellen. In der Carta befinden sich zahlreiche Vergleiche, die die Briten überzeugen sollten: So gleiche Spanien Frankreich unter napoleonischer Herrschaft und die zerfallenden hispanoamerikanischen Kolonien seien ein Weltreich, welches sich – wie einst das Römische Reich gegen einfallende germanische Völker – wegen seiner Größe schlecht verteidigen könne.
Auf die Frage Cullens nach der erstrebten politischen Struktur des befreiten Lateinamerikas antwortet Bolívar mit großer Ausführlichkeit: Die spanischen Kolonien hätten den Bewohnern noch weniger Mitbestimmungsmöglichkeiten gelassen als die europäischen Monarchien. An dieser Stelle tritt Bolívar für politischen und wirtschaftlichen Liberalismus ein und distanziert sich vom Anarchismus, der während der Revolutionsphase jedoch vorherrsche. Bolívar schreibt, wie weit die Bildung der von den Aufständischen erstrebten Republiken bereits vollzogen sei, und benennt die Probleme, die dem Kontinent bei seinem Ablösungs- und Identitätsbildungsprozess entgegenstehen würden. Er folgert daraus, mit welchen organisatorischen Mitteln diese gelöst werden könnten: Weder demokratisch dürften die neuen Republiken sein noch zu groß, da beides die Stabilität gefährde, die beim Kampf gegen die Spanier nötig sei.
Bolívar entwickelt in dem Brief auch seinen Idee von Großkolumbien und einer hispanoamerikanischen Einheit, die er später Congreso Panamericano (Panamerikanischer Kongress) nennt.

## Bedeutung
Bolívar vertritt im Brief, wie er schreibt, die Interessen derer, die zwischen den legitimen Eigentümern (legítimos propietarios) der Länder und den spanischen Besetzenden (usurpadores españoles) liegen. Die Berufung auf deren gemeinsamen kulturellen und sprachlichen Ursprung bedeutete einen weit gehenden Ausschluss der einheimischen und schwarzen Bevölkerung aus den neu zu errichtenden Republiken. Bürger (ciudadano) sollte werden, wer männlich war und der kreolischen Führungsschicht angehörte.
Bolívar lehnte eine demokratisch geführte Union hispanoamerikanischer Länder ab, da er wegen eines angenommenen geringen Bildungsstandes der ciudadanos eine Vielzahl von Falschentscheidungen befürchtete. Er gestand jedoch zu, dass Demokratie anderswo funktionieren möge. Das Model, für das er in der Carta plädierte, ist eine Mischverfassung nach aristotelischem Vorbild.

## Wirkung
Der unter anderem durch diesen Brief forcierte Versuch, die Briten zum Einstieg in den Unabhängigkeitskrieg Hispanoamerikas zu bewegen, scheiterte. Der Panamerikanische Kongress, wie Bolívar ihn vorstellte, tagte 1826 als Panama-Kongress und brachte einen lediglich von Großkolumbien (das inzwischen gegründet worden war) ratifizierten Vertrag hervor. Großkolumbien zerbrach bereits 1830, kurz nach dem Tod Bolívars, in Einzelstaaten.